# The Cardigans
The Cardigans són un grup musical Suec format a la ciutat de Jönköping el 1992. L'estil musical de la banda ha variat enormement àlbum rere àlbum i concorda amb el seu indie primerenc passant per un pop inspirat en els 60 i un rock més de banda.
Cadascun dels seus discs ha obert un mercat nous i ha atret l'atenció de noves audiències. El seu àlbum de debut Emmerdale (1994) els va donar una sòlida base al seu propi país i va despertar inquietuds a fora, especialment al Japó. Però no va ser fins a la sortida del seu segon àlbum Life (1995) que l'audiència i la crítica internacionals vas respondre. El grup, és potser més conegut pel seu èxit internacional "Lovefool", de l'àlbum First Band on the Moon (1996). La seva inclusió a la banda sonora de la pel·lícula Romeo + Juliet del director Baz Luhrmann va essegurar-los la popularitat. Malgrat alguns podrien haver-los considerat una flor d'un dia, la banda ha tingut èxit internacional després d'aquest amb els senzills "My Favourite Game" i "Erase/Rewind", ambdós de l'àlbum Gran Turismo, així com èxit local a Suècia amb senzills dels seus àlbums subsegüents.

## Membres
- Peter Svensson - guitarra
- Magnus Sveningsson - baix
- Bengt Lagerberg - bateria
- Lars-Olof "Lasse" Johansson - teclat i guitarra
- Nina Persson - veu

## Història
Peter Svensson i Magnus Sveningsson, ambdós músics de heavy metal, formaren el grup l'Octubre de 1992 a Jönköping, Suècia, amb el bateria Bengt Lagerberg, el teclat Lars-Olof Johansson i la cantant Nina Persson. Vivint junts en un petit apartament, The Cardigans van gravar una cinta demo que va escoltar el productor musical Tore Johansson, i que els va dur a una invitació per a gravar a uns estudis de Malmö. El 1994 van publicar el seu àlbum debut Emmerdale a Suècia i Japó (va ser reeditat internacionalment el 1997). L'àlbum inclou la cançó que va ser un èxit a la ràdio sueca "Rise & Shine".
La resta del 1994 el van passar de gira per Europe i gravant Life, que es va publicar mundialment el 1995. Life va esdevenir un èxit, venent més d'un milió de còpies i aconseguint un disc de platí al Japó. El 1996 Life va ser publicat pel segell Minty Fresh als E.U.A..
Després de l'èxit de Life, The Cardigans van signar amb Mercury Records i van publicar amb ells First Band on the Moon a tot el món el 1996. "Lovefool" va ser un èxit a tot el món, especialment als Estats Units i novament al Japó, on van assolir el disc de platí en només 3 setmanes.
El disc de 1998 Gran Turismo va ser una mica més fosc i llunàtic, i va ser seguit d'un llarg període en què els membres del grup van perseguir projectes en solitari. El mateix any van publicar una recopilació de cara-B estranyes anomenat The Other Side of the Moon com una edició exclusiva al Japó i, per tant, difícil de trobar fora d'allà.
Durant el lapsus que va seguir, la Nina Persson va publicar un àlbum com a A Camp i els The Cardigans van gravar un duet per al disc de Talking Heads "Burning Down the House" amb Tom Jones en el seu àlbum Reload, Peter Svensson va treballar en el projecte Paus amb ajut de Joakim Berg deKent, i Magnus Sveningsson va gravar sota el nom de Righteous Boy. The Cardigans van retornar el 2003 amb Long Gone Before Daylight, una col·lecció de cançons més tranquil·la i d'ambient, escrita principalment per Nina Persson i Peter Svensson.
El grup va acabar de gravar el seu sisè àlbum Super Extra Gravity el maig de 2005, que va ser publicat davant una gran clam de la crítica el 19 d'Octubre 19 de 2005. Al mateix any també fan un CD recopilatori només disponible per iTunes Music Store amb versions noves. El darrer treball es tracta d'un altre àlbum recopilatori que inclou els seus hits.
Encara que Nina Persson ja va anunciar el 2007 el segon àlbum del seu projecte A Camp, Colonia no va arribar al mercat fins al 2009. Magnus Sveningsson també s'ha compromès en diferents projectes fora de la banda.

## Discografia

### Àlbums
Àlbums d'estudi
- Emmerdale (1994) SWE #29 (republicat als E.U.E. el 1999)
- Life (1995) SWE #20 UK #51 (republicat als E.U.E. el 1996)
- First Band on the Moon (1996) SWE #2 UK #18 US #35
- Gran Turismo (1998) SWE #1 UK #8 US #151
- Long Gone Before Daylight (2003) SWE #1 UK #47 (republicat als E.U.E. el 2004)
- Super Extra Gravity - (2005) SWE #1 UK #78

Recopilatoris
- The Other Side of the Moon (1997) - cara-B i rareses publicat només al Japó i Austràlia
- iTunes Originals-The Cardigans (2005) àlbum exclusiu a iTunes Music Store
- Best of Cardigans (2008) recopilatori de tots els seus èxits

### Senzills
| Year | Single                                                   | UK             | SWE  |
| ---- | -------------------------------------------------------- | -------------- | ---- |
| 1994 | "Rise & Shine"                                           | # 29           | # -  |
| 1994 | "Black Letter Day"                                       | # Not Released | # -  |
| 1994 | "Sick & Tired"                                           | # 34           | # -  |
| 1995 | "Carnival"                                               | # 35           | # -  |
| 1995 | "Hey! Get Out Of My Way"                                 | # -            | # -  |
| 1996 | "Lovefool"                                               | # 2            | # 15 |
| 1996 | "Been It"                                                | # 56           | # -  |
| 1996 | "Your New Cuckoo"                                        | # 35           | # -  |
| 1998 | "My Favourite Game"                                      | # 14           | # 3  |
| 1999 | "Erase/Rewind"                                           | # 7            | # 12 |
| 1999 | "Hanging Around"                                         | # 17           | # -  |
| 1999 | "Junk Of The Hearts"                                     | # -            | # -  |
| 1999 | "Burning Down The House (Tom Jones Feat. The Cardigans)" | # 7            | # 2  |
| 2003 | "For What It's Worth"                                    | # 31           | # 8  |
| 2003 | "You're The Storm"                                       | # 71           | # 10 |
| 2003 | "Live And Learn"                                         | # -            | # -  |
| 2005 | "I Need Some Fine Wine And You, You Need To Be Nicer"    | # 59           | # 3  |
| 2006 | "Don't Blame Your Daughter (Diamonds)"                   | # ?            | # ?  |